# Andreas von Koskull
Andreas Leon Franz Alexander von Koskull (ur. 13 grudnia 1906 w majątku Adsirn koło Kandavy, zm. 1992 w Talsi) – niemiecki baron, członek SS i VoMi, zbrodniarz wojenny.

## Życiorys
Pochodził ze starego rodu Niemców bałtyckich, który przywędrował na Łotwę w początkach XIII wieku. Był to ród żołnierzy i urzędników, przede wszystkim działających w sądownictwie. W 1928 rozpoczął naukę na Uniwersytecie Ryskim, gdzie studiował prawo. W 1934 wstąpił do nielegalnego ruchu volkistowskiego i poznał tam członka NSDAP, Erharda Kroegera, z którym związał się na wiele lat. Kroeger w 1939 ściągnął Koskulla do Poznania, gdzie obaj pracowali w Urzędzie Kolonizacyjnym dla Niemców Etnicznych (VoMi), zajmując się przesiedlaniem do Kraju Warty Niemców bałtyckich. Został mianowany majorem w SS. Zamieszkali w zrabowanej polskiej rodzinie Rybarczyków willi na ul. Senatorskiej 14 na osiedlu Abisynia. Pracował w poznańskiej siedzibie VoMi na ul. Chełmońskiego. Zajmował się m.in. wyłapywaniem wśród sprowadzonych Baltendeutschów komunistów i osób rasowo nieczystych. Podczas akcji T4 napisał list do przełożonych, w którym umieścił zdanie o treści: żałuję, iż nie mogłem tej gorszej części narodu zostawić na Łotwie. Został mianowany współpracownikiem VoMi z władzami NSDAP. Wiosną 1940 przekazano mu skonfiskowany Polakom pałac w Żeroniczkach (powiat turecki). Teren ten był silnie inwigilowany przez Armię Krajową, a w jego majątku pracował jako księgowy członek AK, Eugeniusz Michalkiewicz Stefan, zajmujący się organizacją broni i środków finansowych dla podziemia. 
Od lipca 1941 został przeniesiony na Ukrainę, gdzie zajmował się stroną organizacyjną mordów na Żydach. Był zastępcą dowódcy Einschatzkommando 6, podlegając pod Erharda Kroegera. Został awansowany na pułkownika (Standartenführera). Działał wtedy m.in. we Lwowie, gdzie inspirował do mordów na Żydach jednostki ukraińskiej milicji i ludność cywilną. 16 sierpnia 1941 brał udział w potyczce z żołnierzami sowieckimi. W październiku 1941 działał w Dniepropietrowsku, gdzie nadal eksterminował Żydów, zwalczał partyzantkę oraz mordował pacjentów szpitali psychiatrycznych. W grudniu 1941 zaplanował mord około sześciuset Żydów w okolicach Doniecka (Makiejewka, Gorłówka) oraz zorganizował getto. 
Po zakończeniu wojny nie został poddany denazyfikacji. Pod koniec lat 40. XX wieku pracował jako urzędnik w Jugend Sozialwerk, czyli organizacji pracy dla młodzieży. W 1966 złożono doniesienie o jego przeszłości, w wyniku czego szybko wypłynął do Ameryki Południowej, ale po zejściu na ląd na Antylach Holenderskich został aresztowany. Sąd w Tybindze zasądził mu absurdalnie niski wyrok: rok i siedem miesięcy pozbawienia wolności za pomocnictwo w zamordowaniu 90 osób w Dobromilu (palono tam ludzi żywcem, zrzucano do szybów kopalnianych i rozstrzeliwano). Do końca życia zachował dobre zdrowie.

## Rodzina
Miał żonę Dagmar i syna, również Andreasa.